# Орес (горы)
Оре́с — горный массив на северо-востоке Алжира, часть Атласских гор.
Горы Орес лежат к востоку от Тель-Атласа и Сахарского Атласа, от последнего их отделяет неширокое понижение. Орес является одним из наиболее высоких горных массивов севера Алжира. Высочайшая вершина — гора Джебель-Шелия (2328 м).
Исторически горы служили убежищем для берберских племён в их сопротивлении римлянам, вандалам, византийцам, а также арабам.
В настоящее время являются одним из наименее освоенных районов севера Африки. Местные берберские племена шауйя продолжают заниматься традиционными видами земледелия и скотоводства.